# Lonchaea vockerothi
Lonchaea vockerothi är en tvåvingeart som beskrevs av Mcalpine 1964. Lonchaea vockerothi ingår i släktet Lonchaea och familjen stjärtflugor. Inga underarter finns listade i Catalogue of Life.